# Pseudochrysogorgia
Pseudochrysogorgia is een geslacht van neteldieren uit de klasse van de Anthozoa (bloemdieren).

## Soorten
- Pseudochrysogorgia bellona Pante & France, 2010